# Федорович, Владимир Антонович
Влади́мир Анто́нович Федоро́вич (1924—2013) — советский и российский экономист, американист, руководитель группы государственного регулирования экономики в Институте США и Канады РАН.

## Биография
Участник Великой Отечественной войны. Служил в военно-морской контрразведке. Участвовал в ликвидации абверовского подполья в Прибалтике. В 1957 году окончил Московский институт международных отношений. В 1958-1968 гг. — сотрудник Агентства печати «Новости». Работал в Институте США и Канады РАН с 1968 года.
Государственный эксперт ГКНТ СССР и постоянный представитель ГКНТ в Комитете по науке и технике ЕЭК ООН (1975—1992).

## Научные труды
Автор, соавтор и ответственный редактор 24 фундаментальных трудов ИСК РАН общим объёмом свыше 170 авторских листов, которые посвящены анализу механизма государственного регулирования экономики, науки и техники и военного производства США.
- США: наука и образование (1974) (в соавторстве);
- США: государство и экономика (1976) (в соавторстве);
- Американский капитализм и государственное хозяйствование. Федеральная контрактная система: эволюция, проблемы, противоречия (1979);
- США: организация государственных программ (1980) (в соавторстве);
- США: военное производство и экономика (1983) (в соавторстве);
- Американский капитализм в 80-е годы. Закономерности и тенденции развития экономики (1986);
- Американское государство накануне XXI века (1990) (в соавторстве);
- США: государство и рынок (1991) (в соавторстве);
- США на рубеже веков (2000) (в соавторстве).
- США: Федеральная контрактная система: механизм регулирования государственного хозяйствования (2010) (в соавторстве).

## Награды
- Заслуженный деятель науки Российской Федерации (1998)
- Премия имени Е. С. Варги (2006) — за серию работ «США: Федеральная контрактная система и экономика», «США: государство и экономика»